# CTV Television Network
CTV Television Network (viết tắt CTV) là một mạng lưới truyền hình của Canada phát bằng tiếng Anh, thuộc sở hữu của Bell Media, một công ty con của BCE Inc.

## Khẩu hiệu và biểu tượng
- 1961–1966: "This is CTV"
- 1966–1967: "The Colour Network"
- 1967–1974: "It's Happening on CTV"
- 1968–1969: "Pleasure Isle" (TV khuyến mãi chỉ)
- 1974–1985: "For Those Who Want It All"
- 1985–1987: "CTV Entertains You"
- 1987–1988: "You'll See it All on CTV"
- 1988–1989: "The Choice of Canadians"
- 1989–1990: "Watch Yourself on CTV"
- 1990–1994: "Tuned In To You"
- 1994–1997: "This Is CTV"
- 1997–2005: "Canadian Television"
- 2003–2005: "Canada's Watching" (khẩu hiệu thay thế)
- 2005–2009: "Canada's #1 Network"
- 2009–2010: "Canada's Olympic Network"
- 2010–nay: "Naturally CTV"